# Brahms: The Boy II
Brahms: The boy II (No Brasil, Boneco do Mal 2; Em Portugal, The Boy - A Maldição de Brahms) é um filme americano de terror, dirigido por William Brent Bell e escrito por Stacey Menear, com elenco de Katie Holmes e Owain Yeoman. As filmagens começaram em 30 de janeiro de 2019, em Victoria, Colúmbia Britânica.
O lançamento foi previsto nos Estados Unidos para 21 de fevereiro de 2020,  no Brasil foi para 5 de Março de 2020 e em Portugal foi para 27 de Fevereiro de 2020.

## Sinopse
Liza (Katie Holmes) e sua jovem família se mudam para a Mansão Heelshire, em uma pequena vila na Inglaterra. Quando seu filho encontra um amigo no realista boneco Brahms, estranhos acontecimentos passam a cercar suas vidas de terror.

## Elenco[6]
- Katie Holmes como Liza

- Owain Yeoman [Nota 1]como Sean

- Ralph Ineson [Nota 2]como Joseph
- Anjali Jay como [Nota 3]Dr. Lawrence
- Christopher Convery como Jude
- Oliver Rice como Liam

- Joely Collins como Mary
- Daphne Hoskins como Sophie
- Natalie Moon como Pamela
- Ellie King como Nanny Grace

- Joanne Kimm como Nurse Recepcionista